# Mladen Kušec
Mladen Kušec (Zagreb, 24. veljače 1938. – Zagreb, 2. studenoga 2020.) bio je hrvatski pjesnik, pripovjedač, publicist i novinar.

## Životopis
Rođen je u Zagrebu 1938. godine. U rodnom je gradu polazio osnovnu školu, gimnaziju i studij na Filozofskom fakultetu. Diplomirao je jugoslavistiku 1963. godine na Filozofskome fakultetu u Zagrebu.
Preminuo je 2. studenoga 2020. godine u 83. godini života.

## Karijera
U svojem je radu jednako prisutan na Hrvatskoj televiziji i na Hrvatskom radiju kao i u književnosti, posebice onoj za djecu. Godine 1963. zaposlio se kao novinar na tadašnjem Radio Zagrebu. Do danas je osmislio i ostvario brojne emisije (Tonkica Palonkica, frrr..., Patuljci pojma nemaju, Bijela vrana, Hihotići i dr.) koje su stekle veliku popularnost, jednako među mladima i među odraslima. 
Bio je urednik Obrazovnog i dječjeg programa na Hrvatskom radiju od 1989. do 1994. godine, a nakon toga godinu i pol urednik Radio Sljemena. 
Od 1963. godine član je Hrvatskog novinarskog društva, a od 1968. godine Društva hrvatskih književnika.

## Radijske i TV emisije
Tonkica Palonkica frrr..., Bijela vrana, Hihotići, Patuljci pojma nemaju i Sedmi vjetar i danas su prepoznatljive radio i televizijske emisije djeci i odraslima. Radio emisija Bijela vrana emitira se od 1973. godine. U njoj propituje jesu li djeca doista mala ili ih odrasli samo ne shvaćaju ozbiljno. U razgovorima s neobičnom djecom, bijelim vranama, dokazuje da djeca često razmišljaju ozbiljnije od odraslih.
"Bio sam oduvijek Bijela Vrana, pa sam ih kao književnik i novinar tražio. I djeca su male bijele pozitivne vrane u kojima ćeš uvijek naći i otkriti nešto novo.", Mladen Kušec o sebi.
Radio emisija Tonkica Palonkica frrr... 2014. godine uprizorena je na kazališnim daskama.

## Književni rad
Njegov je književni rad, pjesništvo i proza, posvećen djeci i mladeži. Od ranih 1970-ih, kada je objavio prvu knjigu Dobar dan, napisao je još tridesetak knjiga. Mjesto radnje je često zagrebačka sredina, gdjekad i s autobiografskim elementima kao Krijesnice predgrađa, 1994. godine. Pjesme i prozu povezuje prožetost humorom te jednostavno progovaranje o temama zanimljivima djeci. Knjige u kojima se uobličava tzv. filozofija djetinjstva su dječje ljubavne pjesme Volim te, iz 1973. godine te Plavi kaputić, iz 1974. godine. Godine 2012. izdaje slikovnicu Adrianin plavi svijet namijenjenu osnovnoškolskoj djeci, koja uči ekologiji, a objavljena je na hrvatskom, talijanskom, njemačkom i engleskom jeziku. 
Objavio je i knjigu o Domovinskome ratu, Ubili su mi kuću, 1991. godine.

## Nagrade i priznanja
- 1977.:
  - Nagrada na Tjednu radija u Ohridu[3]
  - Nagrada Mlado pokoljenje[4]
- 1979. – Nagrada Zlatno pero Hrvatskog novinarskog društva, za knjigu Donatela, nastalu prema radijskoj emisiji Bijela vrana[5]
- 1983. – Nagrada na Tjednu radija u Ohridu[3]
- 1985. – Nagrada Radija Zagreb[3]
- 1991. – Nagrada Ivan Šibl HRT-a, za životno djelo[6]
- 1993. – Nagrada Mato Lovrak, za roman Mama, tata i ja
- 2018. – Večernjakova ruža, za radijsku osobu godine[7]
- 2019. – Nagrada Otokar Keršovani Hrvatskog novinarskog društva, za životno djelo (postumno)[8]

## Vanjske poveznice
Mrežna mjesta
- Mladen Kušec, [neaktivna poveznica] (intervju), Vijenac 618/2017.
- Kušec, Mladen, Hrvatski biografski leksikon
- Ena Baštrakaj, Medijsko i literarno stvaralaštvo Mladena Kušeca, 2020.
- Miljenko Jergović, Junak našeg doba: Mladen Kušec, dječji sugovornik, 2020.
- Bijela vrana, radio.hrt.hr